# Pawia
Pawia (wł. Pavia, łac. Ticinum) – miasto i gmina we Włoszech (Lombardia), położone w zachodniej części Niziny Padańskiej nad rzeką Ticino, ok. 30 km na południe od Mediolanu.
Ośrodek administracyjny prowincji Pawia. Rozwinięty przemysł metalurgiczny (hutnictwo żelaza), maszynowy, elektrotechniczny (produkcja maszyn do szycia) i metalowy. Nadto zakłady przemysłu chemicznego (fabryka włókien sztucznych), włókienniczego i spożywczego (produkcja wina). Węzeł komunikacyjny. Uniwersytet (założony w 1361). Ośrodek turystyczny.
Według danych na rok 2004 gminę zamieszkiwały 71 074 osoby, 1146,4 os./km².

## Historia
W starożytności miasto nosiło nazwę Ticinum. Według Pliniusza Starszego założone przez dwa liguryjskie plemiona Laevitów i Mariców, zaś według Ptolemeusza przez celtyckich Insubrów. Około 220 p.n.e. zostało podbite przez Rzymian. Pawia leżała nad jednym z odgałęzień Via Aemilia. W 452 n.e. zniszczona przez wojska Attyli, a w 476 – przez Germanów pod wodzą Odoakra, który mścił się za pomoc udzieloną przez mieszkańców Flawiuszowi Orestesowi, ojcu ostatniego cesarza rzymskiego. Goci ufortyfikowali Pawię. Był to ich ostatni punkt oporu w walkach z Belizariuszem. Od VI w. pod panowaniem Longobardów, rozwinęła się w jedno z największych miast Italii. W latach 568–774 stolica Królestwa Longobardów. W 774 zdobyta przez Franków. W XI-XII wieku rywalizowała z Mediolanem. W XII w. niezależna komuna miejska. W czasie sporów Gibelinów i Gwelfów Pawia tradycyjnie popierała tych pierwszych. W 1359 przeszła w posiadanie wicehrabiów Mediolanu – Viscontich. W 1361 dzięki staraniom Galeazzo II Viscontiego założono uniwersytet. Wkrótce rozwinęła się w znaczący ośrodek kulturalny i centrum polityczne Italii. W 1525 w pobliżu miasta rozegrała się bitwa, w której wojska cesarza Karola V wspierane przez mieszkańców Pawii i oddziały szwajcarskie rozbiły wojska francuskie pod wodzą króla Franciszka I. W kolejnych latach w rękach Hiszpanów (1535–1714) i Austriaków (1714–1859). W 1859 Pawia została włączona do Królestwa Sardynii, od 1861 jest w zjednoczonych Włoszech.

## Zabytki
- Renesansowa katedra, trzecia pod względem wielkości we Włoszech. Częściowo zaprojektowana przez Leonarda da Vinci i Bramantego. Jej budowę rozpoczęto w 1488 roku, a zakończono dopiero w XIX wieku[2];
- Kościoły romańskie z XII wieku:
  - San Michele Maggiore (pierwotne miejsce koronacji królów longobardzkich);
  - San Pietro in Ciel d’Oro (z grobem św. Augustyna z Hippony);
  - San Teodoro;
  - Santa Maria del Carmine;
- kościół San Francesco;
- zamek Viscontich z XIV w.;
- liczne pałace gotyckie, renesansowe i barokowe;
- most Ponte Coperto z XIV-XV w. (rekonstruowany);
- uniwersytecki ogród botaniczny.

W pobliżu miasta znajduje się kartuzja Certosa di Pavia z XIV w. z gotyckim kościołem z XV-XVIII w. o wspaniałej renesansowej fasadzie (renesans lombardzki) i cennym wyposażeniu wnętrza oraz z bogatym zdobnictwem krużganków.

## Urodzeni w Pawii
- Pietro Canipanova – papież Jan XIV
- Giampiero Anelli – piosenkarz znany jako Drupi

## Transport
W mieście znajduje się stacja kolejowa Pavia.

## Galeria

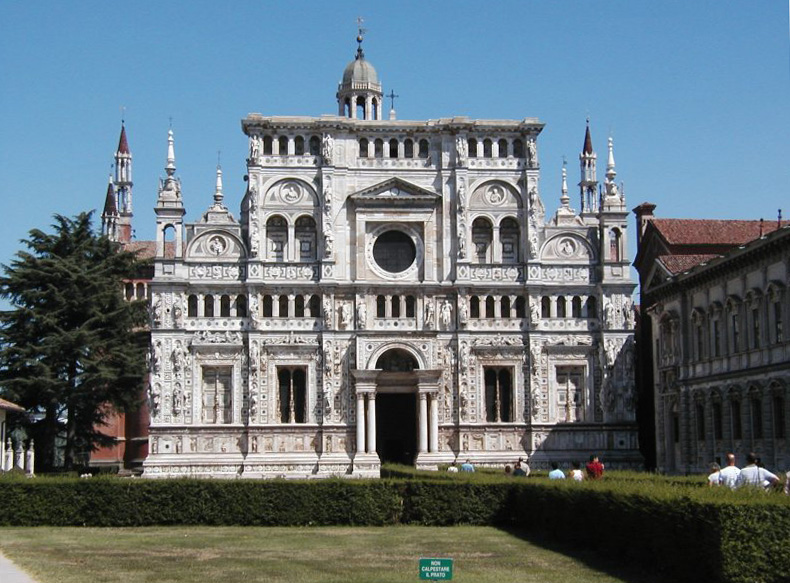
Certosa - fasada
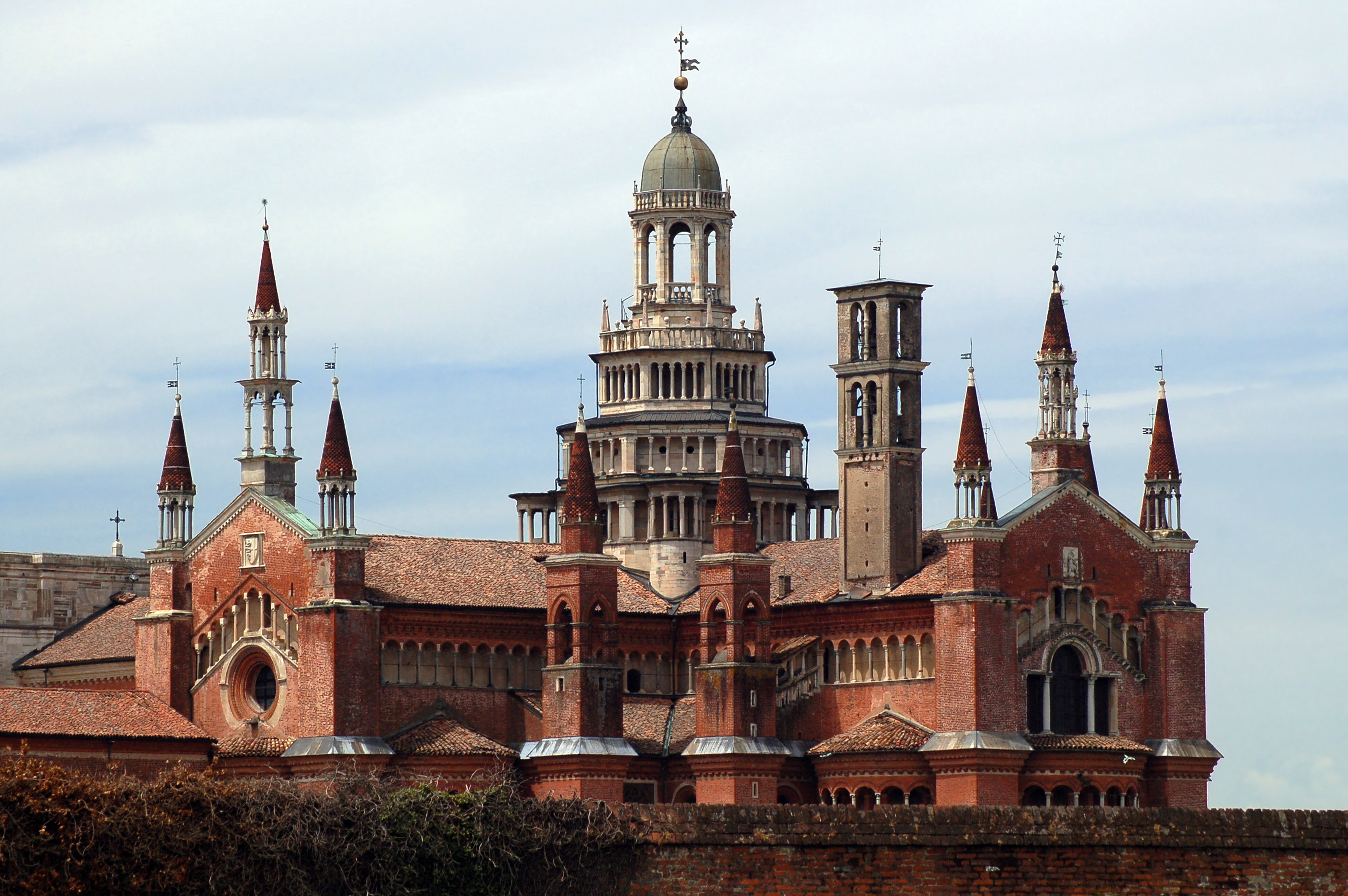
Certosa - widok ogólny
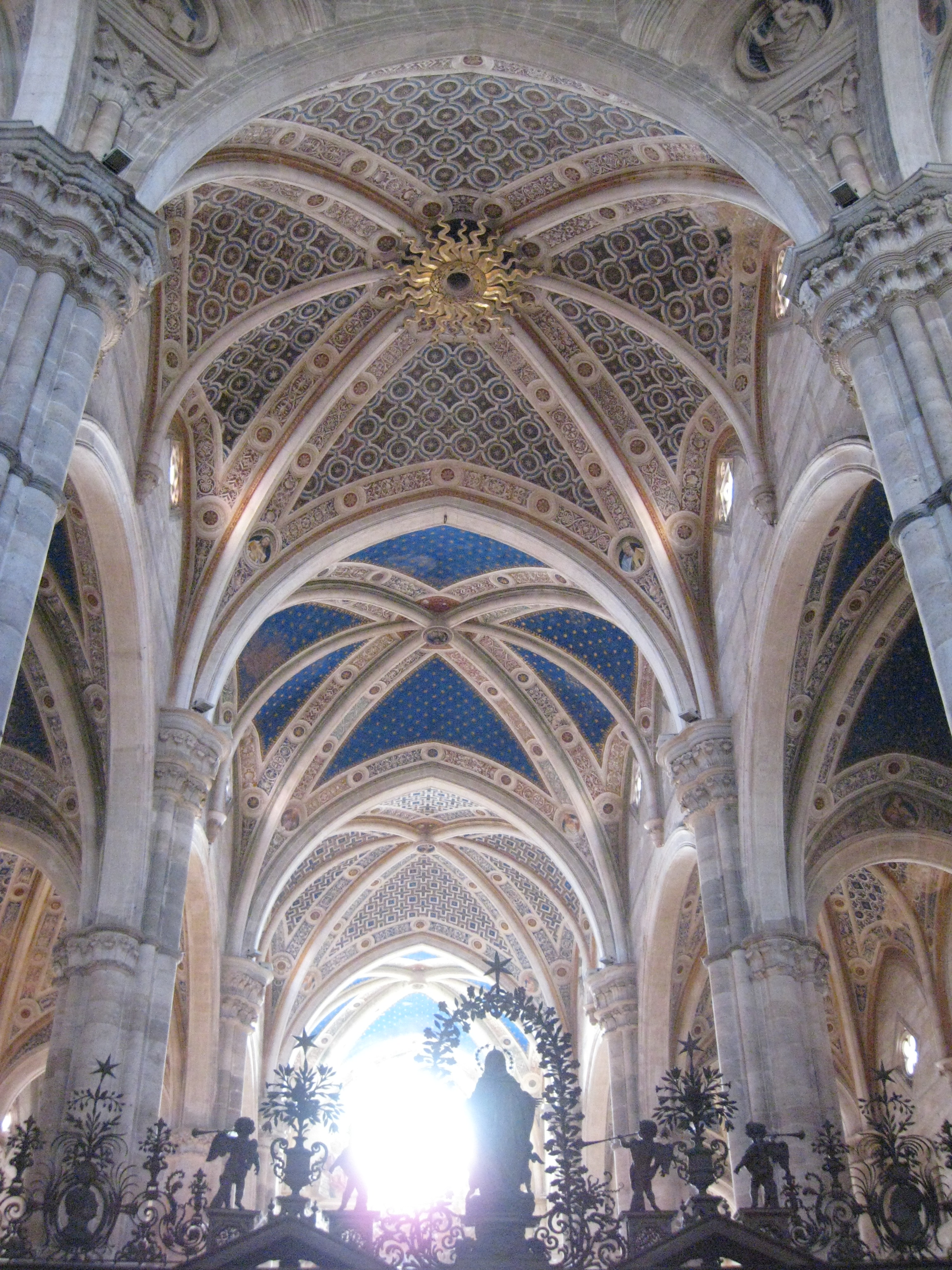
Certosa - wnętrze
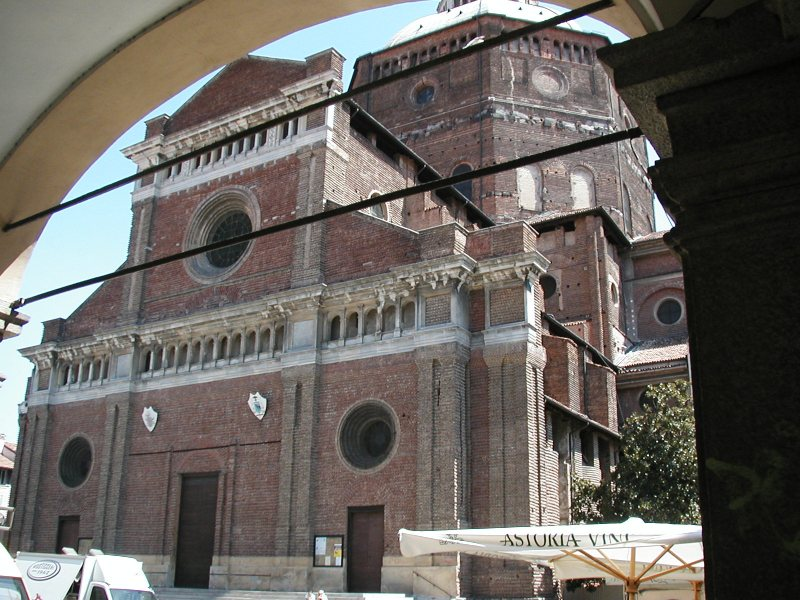
Katedra
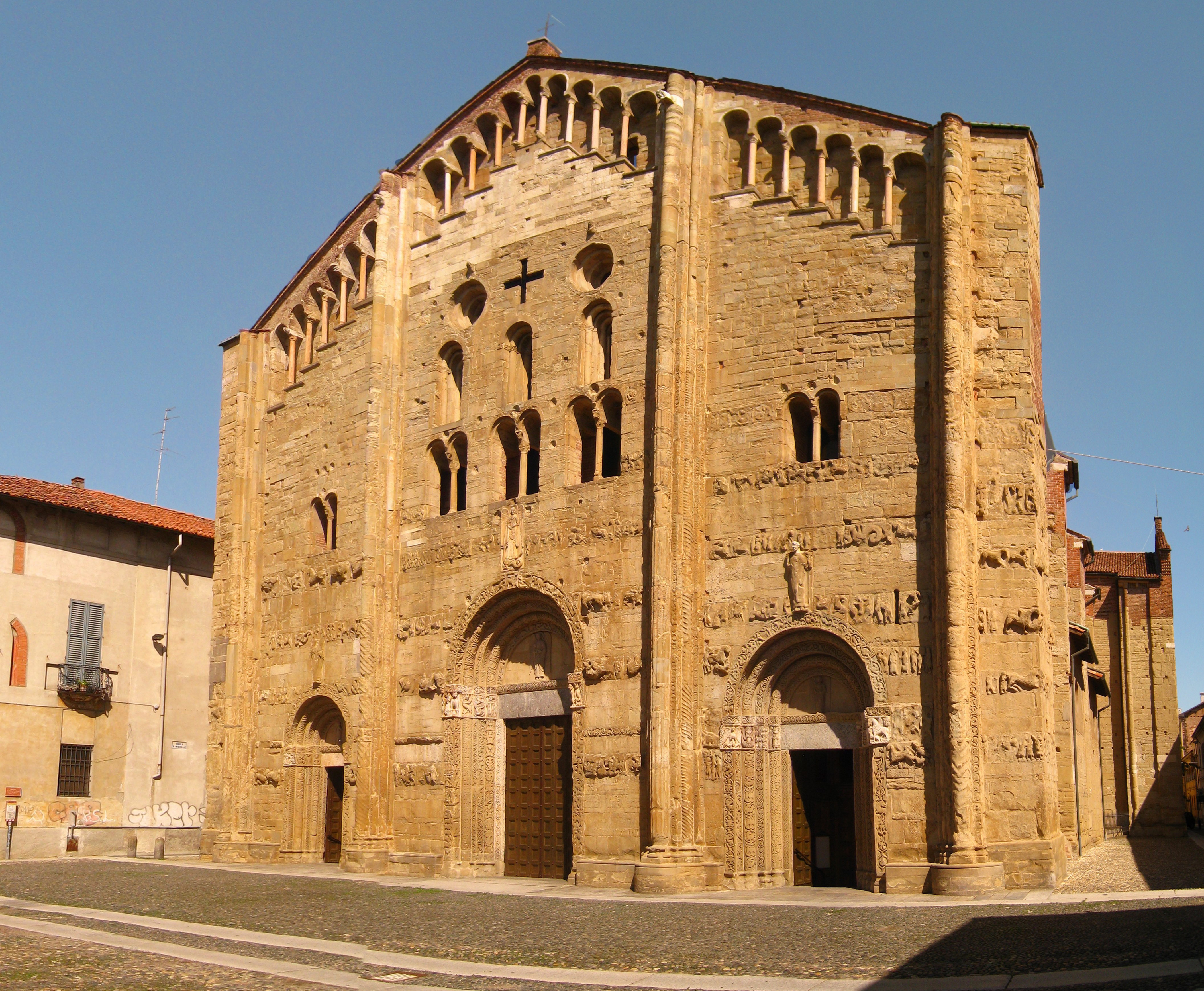
Kościół San Michele
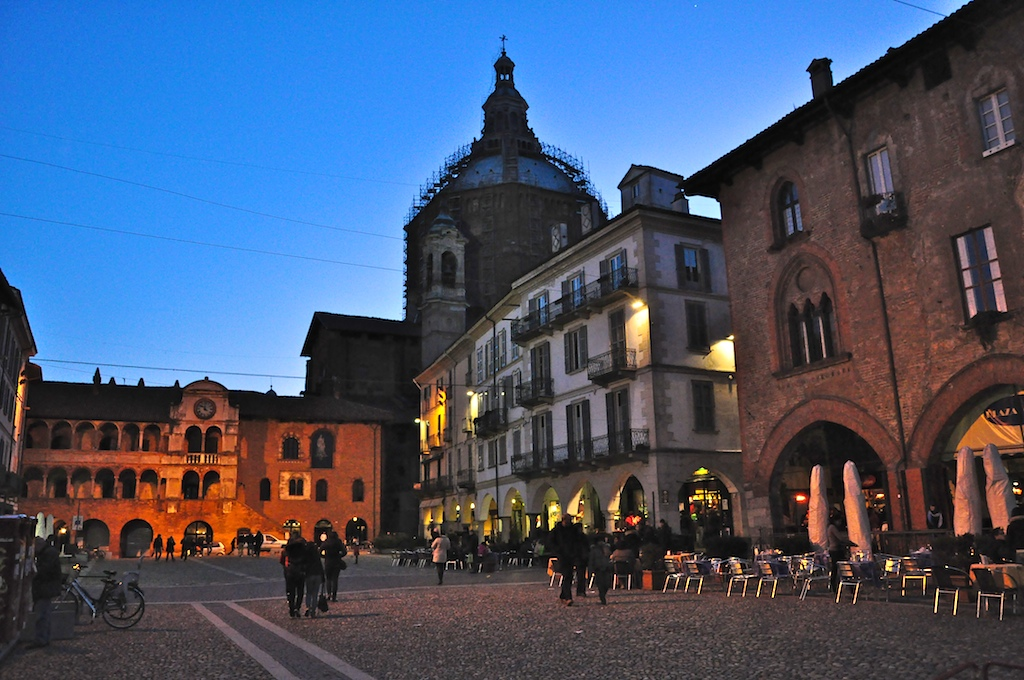
Piazza della Vittoria
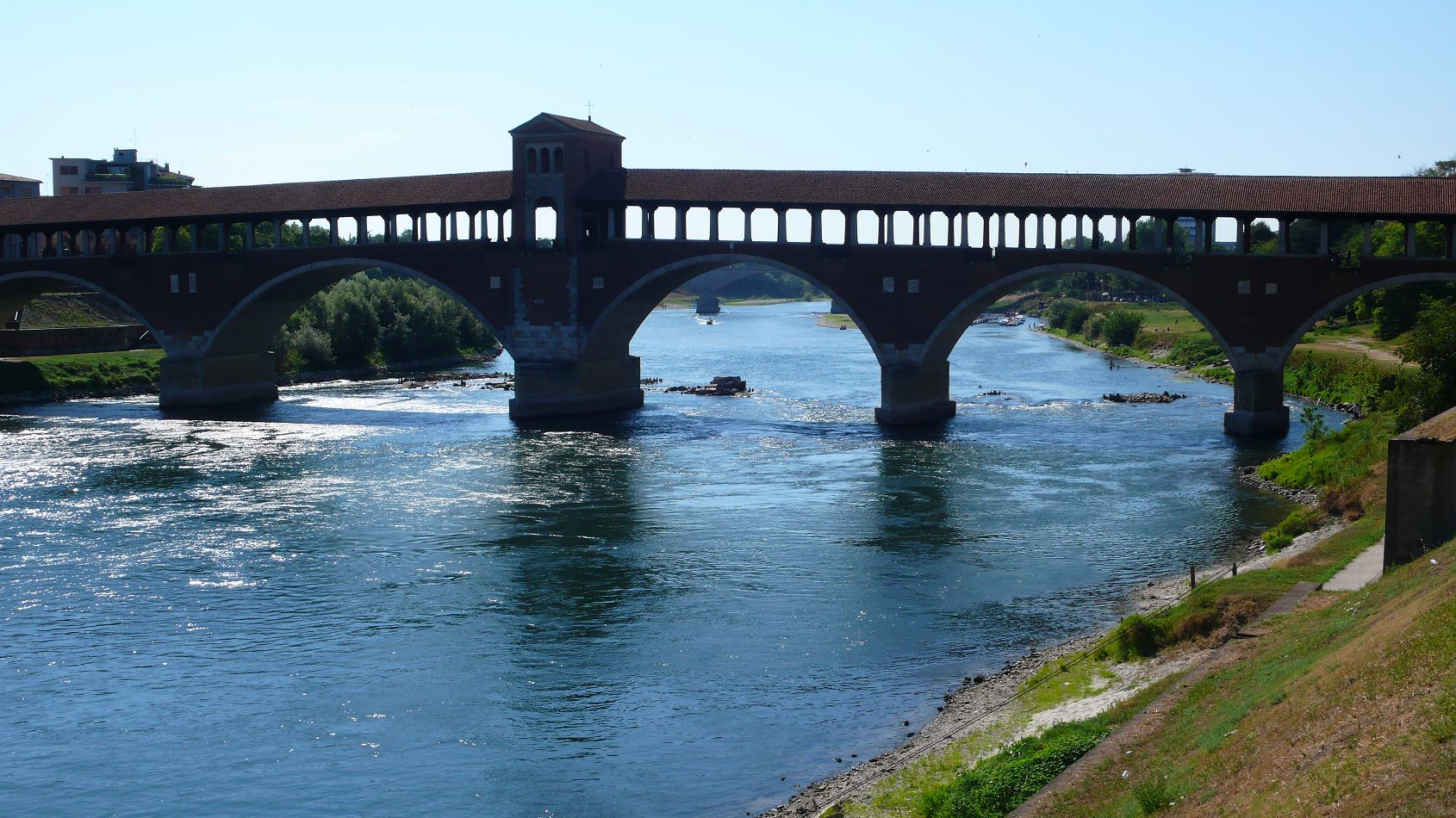
Most Ponte Coperto

## Miasta partnerskie
- Wilno, Litwa
- Hildesheim, Niemcy
- Besançon, Francja